# Стефанія Віндіш-Грецька
Стефанія Віндіш-Грецька (нім. Stephanie zu Windisch-Graetz), повне ім'я Стефанія Елеонора Марія Єлизавета Камілла Філомена Вероніка Віндіш-Грецька (нім. Stéphanie Eleonore Maria Elisabeth Kamilla Philomena Veronika zu Windisch-Grätz), ( 4 квітня 1909— 25 травня 2005) — принцеса Віндіш-Грецька, донька принца Отто Веріанда Віндіш-Грецького та Єлизавети Марії Австрійської.

## Біографія
Стефанія народилась 1909 року у Плосковіце в Богемії. Вона була єдиною донькою і четвертою, молодшою, дитиною в родині принца Отто Веріанда Віндіш-Грецького та його дружини Єлизавети Марії Австрійської. В сім'ї вже підростало троє синів: Франц Йосип, Ернст та Рудольф. Ім'я Стефанія, імовірно, дівчинка отримала на честь бабусі з материнського боку Стефанії Бельгійської.

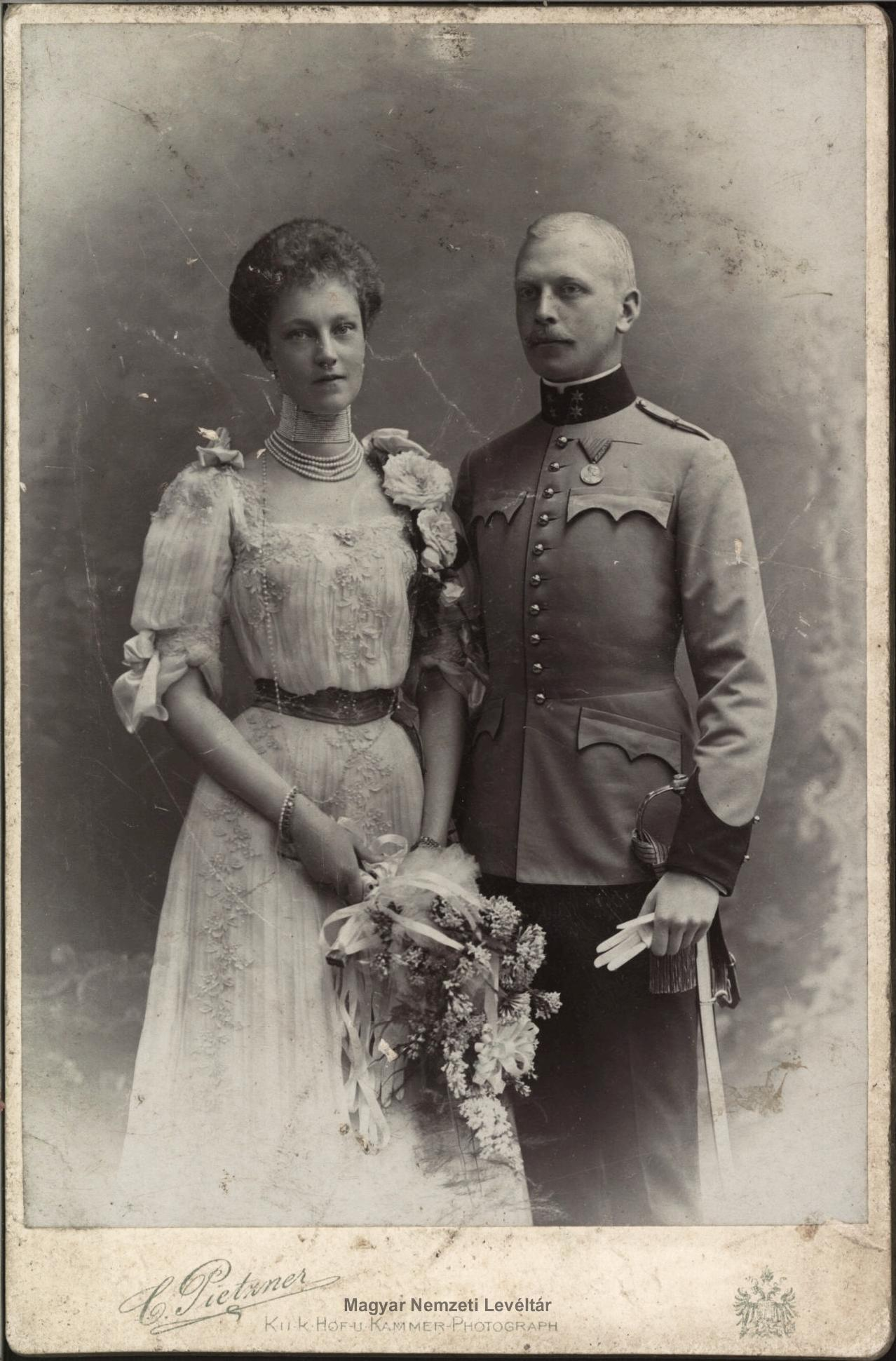
Батьки Стефанії

Її батьки одружилися 1902 року через взаємні почуття. Батько, хоча і походив зі старовинного дворянського роду Віндіш-Грец не був рівнею онуці австрійського імператора. Але, пам'ятаючи про тяжку долю сина, Франц Йосиф I погодився на цей союз, бачачи, що Єлизавета не відступиться від свого задуму. Не зважаючи на народження чотирьох дітей, шлюб виявився нещасливим. Напруження виникло через взаємні зради і ревнощі. Намагаючись розвіятись, Єлизавета почала подорожувати. Стефанія дуже страждала через відсутність матері, а потім через хворобливий розрив батьків. У 1915 році Єлизавета подала на розлучення.  Вони з Отто ще тимчасово примирялися, але дійти згоди не могли. Від 1917 року почалася боротьба за опіку над дітьми, яка продовжувалася до 1921 і закінчилася перемогою матері. 1924 року батьки остаточно розійшлися. Єлизавета із дітьми переїхала до Брюсселя.
Дитинство Стефанії пройшло при габсбурському та бельгійському дворах. У Бельгії вона мала добрі стосунки із двоюрідною бабусею Клементиною Бельгійською. Із нею юна принцеса регулярно листувалася. В Брюсселі вона взагалі  знайшла багато нових друзів, хоча й не могла ужитися із донькою Клементини, Марією Клотильдою. Згодом Стефанія була представлена королю Леопольду III, його дружині Астрід, та королеві-матері Єлизаветі.
Природно було знайти гідного супутника життя для принцеси. Кандидатури італійців та представників династії Габсбургів відразу були відхилені. Її обранцем став 25-річний бельгійський граф П'єр д'Алькантара де Керью. Шлюб був укладений по любові. Весілля відбулося у Брюсселі 22 липня 1933. За два роки народився син. У травні 1940 році П'єр брав участь у битві за Бельгію, а в червні приєднався до групи офіцерів свого полку, що був у русі Опору. У 1942-му був захоплений із більшістю з них і доправлений до Бохума. Потім послідовно до Ессена, Зоннебургу і Заксенгаузена, де і загинув 14 жовтня 1944 року.
Ще до його смерті Стефанія познайомилася із шведським підприємцем Карлом Акселем Бйорклундом, що представляв у Бельгії компанію «Stora Kopparberg Mining Company». 20 жовтня 1944 вона народила від нього сина. 14 листопада 1945 принцеса одружилася з Бйорклундом у Брюсселі.
За своє життя багато подорожувала Африкою, головним чином в Кенії, де жив її старший брат Франц Йосип, та Південною Америкою (переважно Аргентиною).
Померла принцеса Стефанія цу Віндіш-Грец у 2005-му у віці 96 років після смерті чоловіка та молодшого сина. Своє тіло заповіла науці.

## Родина
Чоловік — П'єр д'Алькантара де Керью
Діти:
- Альвар Етьєнн (1935) — граф д'Алькантара де Керью, був одружений із Анітою Дамстен, згодом — із Даніелою ван Хам, має трьох дітей від першого шлюбу.

Чоловік —  Карл Аксель Бйорклунд
Діти:
- Бйорн-Аксель (1944—1995) — був двічі одружений, мав чотирьох дітей.